# Жан Карзу
Жан Карзу (фр. Jean Carzou, (имя при рождении — Гарник Зулумян), 1 января 1907, Алеппо — 12 августа 2000, Перигё) — французский художник армянского происхождения, живописец, график, сценограф, книжный иллюстратор, представитель так называемой «парижской школы». Годы творческой активности — 1925—1999. Относится к течению постмодернизма в искусстве. Занимает четвертое место в списке десяти лучших французских художников, опубликованном в майском выпуске французского журнала «Realities» за 1995 год (по результатам опроса среди видных художников и критиков) . Его работы экспонируются во многих музеях современной живописи. Характерное определение произведений Карзу — «магический реализм».

## Биография
Жан Карзу — французский художник. Родился в 1907 году, в Сирии, в Алеппо, в армянской семье. В 14 лет он пережил тяжёлый психологический удар, увидев, как турки вывешивают армян. Спустя несколько лет, после смерти отца, он переехал в Египет вместе с матерью и сёстрами — перебралась в Каир, в Египет, где у матери были родственники. Там закончил армянский лицей. В 1925 году поселился в Париже, чтобы учиться профессии архитектора. Четыре года обучался в Архитектурной школе (École Spéciale d’Architecture), которую закончил в 1929. Посещения Лувра привели его к мысли стать художником. Чтобы получить соответствующее образование, несколько лет посещал вольнослушателем Художественную академию Гранд-Шомьер. Начинал свою карьеру театральным декоратором, однако вскоре предпочел этому живопись и графику. В первый раз выставил работы в 1930 году в Салоне независимых, под именем "Жан Карзу". Поначалу работал в духе кубизма и сюрреализма, однако позже нашел свой оригинальный стиль. Он быстро зарекомендовал себя как один из лидеров своего поколения (Бернар Бюффе, Эдуар Пиньон, Николя де Сталь, Антони Клаве, Жан Базен), трижды завоевав премию Hallmark. Темы его работ вначале — пейзаж и натюрморт, а с началом Второй мировой — бедствия войны, переданные в изображениях «руин и пушек, сломанного оружия и обломков зданий».
Первый настоящий успех пришел к Карзу в 1939 году в Париже, когда он участвовал в выставке-конкурсе, организованной «Pour que l’Esprit vive». За свою работу «Франциск Ассизский» он получил вторую премию. Закрепить успех Карзу удалось сразу же, персональной выставкой в Contemporaine galerie, на ул. Сены. Следующая выставка состоялась в 1943 году, на которой, несмотря на военное время, были распроданы все его картины. Картина «Прогулка влюбленных», которую Карзу выставил в Салоне художников в 1952 году, принесла ему первую премию. Самые заметные его выставки были на темы «Венеция» (1953), «Апокалипсис» (1957), «Ритуальные фигуры» (1968) и даже «Версаль» (1994). Ж.Карзу выставлял свои произведения во многих городах и столицах Европы и мира, показав в общей сложности более 50-ти персональных экспозиций.
Много лет Карзу проработал в театре, особенно плодотворным было его сотрудничество с балетмейстером Роланом Пети. Он работал как сценограф для таких театров, как Комеди Франсез и Гранд Опера (Опера Гарнье). В частности, он создал костюмы и декорации для акта «Инки» в «Les Indes Galantes» Жана-Филиппа Рамо в парижской Гранд Опера (1952), для акта «Волк» в «Балетах» постановки Ролана Пети (1953), для «Жизели» в Гранд Опера (1954), для «Athalie» в Комеди Франсез (1955). Позже было осуществлено еще несколько постановок с его участием в качестве художника-декоратора.

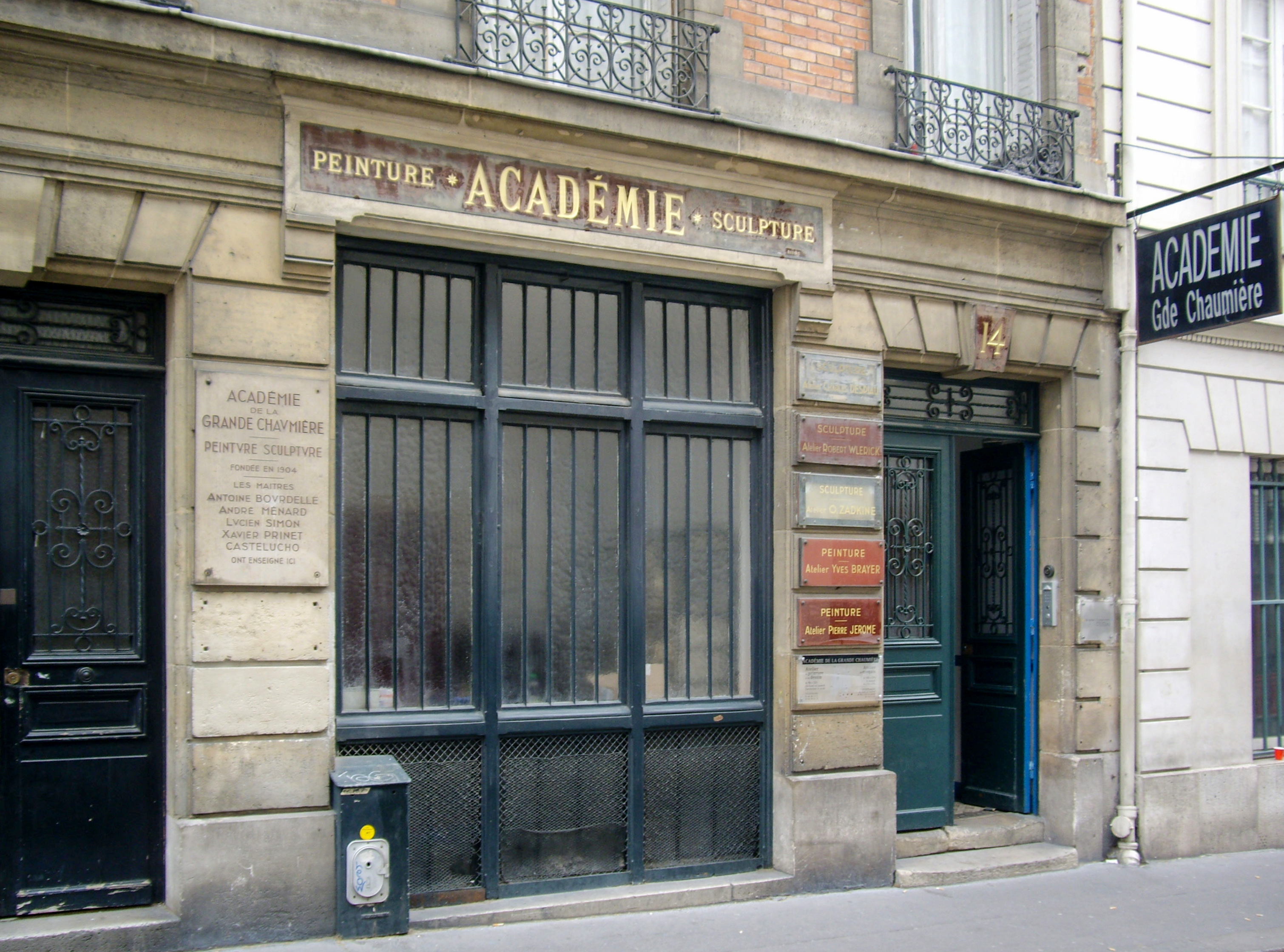
Академия Гран-Шомьер в Париже

Его деятельность этим не ограничивалась — с равным успехом Карзу занимался росписью по фарфору, создавал эскизы гобеленов, помогал в разработке дизайна внутренних помещений круизного теплохода «Франция», а  в городе Маноск провинции Воклюз, а в возрасте 81 года расписал часовню в городе Маноск общей площадью в 600 кв. м. Живописные полотна и графика Карзу нашли своё место в музеях современной живописи Франции, Америки, Египта, Австралии, также и в петербургском Эрмитаже.
В 1936 году Ж.Карзу женился на Жанне Габриэль Блан, в 1938 у них родился сын Жан-Мари.

Жан Карзу был избран Почетным членом Института Франции. В 1956 году удостоен Ордена Почетного легиона, в 1977 — избран членом Академии Изящных Искусств и награждён Национальным орденом Франции «За заслуги».

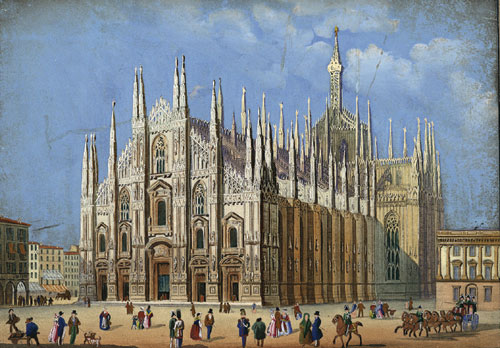
Миланский собор, 1956 год.

В 1995 году в городе Динар (Dinard) в провинции Бретань был открыт музей Карзу, куда художник передал собственные работы. Позже музей был переведен в Маноск провинции Воклюз. Сейчас здесь находится Центр Карзу — объект культурного наследия, посвященный художнику. На стенах часовни, расписанной Карзу, можно видеть его монументальную фреску «Апокалипсис», выполненную в неоклассическом стиле.

## Графика Карзу

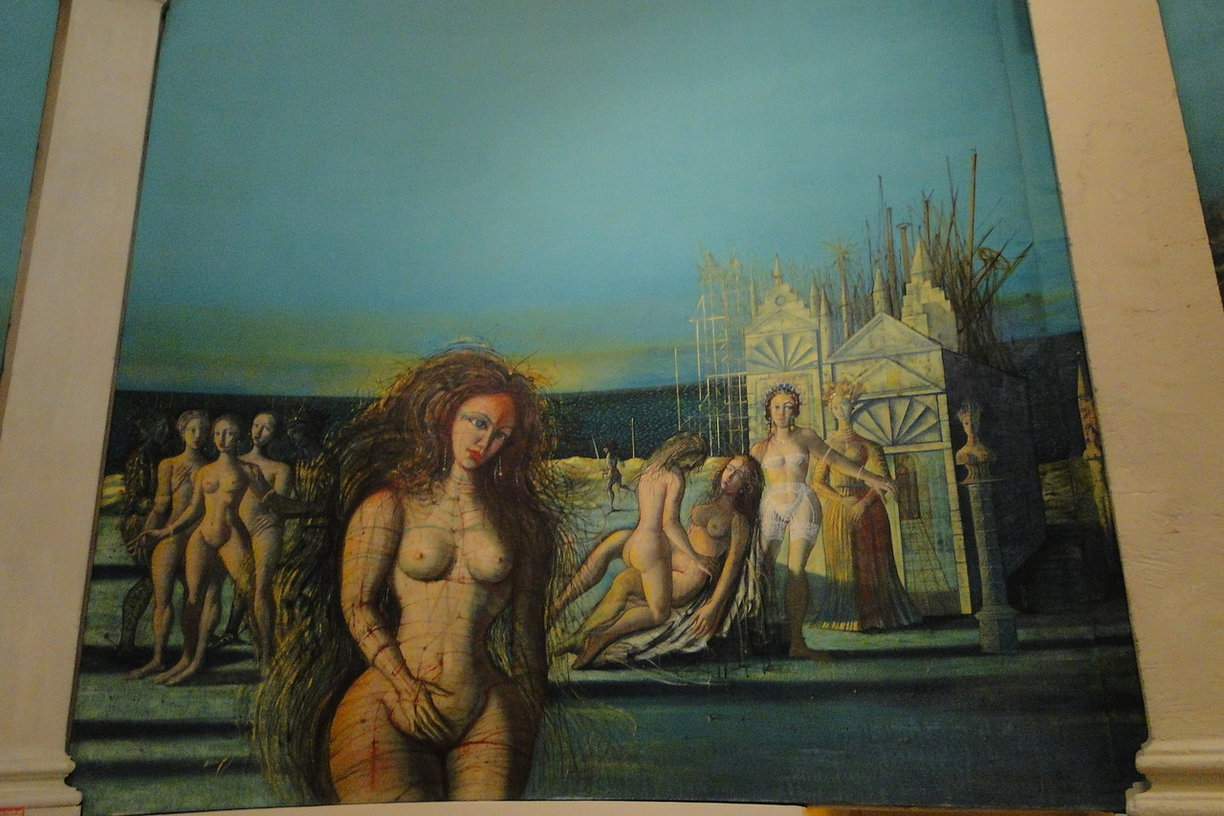
Роспись Ж. Карзу в часовне в городе Маноск провинции Воклюз

Особое место в творчестве Карзу занимает графика: рисунки тушью, офорт, цветная литография, акварель. Темы его графических листов разнообразны — это женские образы, архитектура и пейзажи Франции, Италии. В целом его графику, утонченную, полную скрытых аллюзий и ассоциаций, можно охарактеризовать как своеобразный «магический реализм». Человек на рисунках Карзу — это, как правило, набросанная множеством дрожащих «проволочных» линий фигура, одинокая, меланхоличная, погруженная в мечты, в антураже таинственных фантастических пейзажей и переливов цвета. Он создал архетип молодых стройных женщин, одетых в тонкую одежду, и одиноких балерин в рисунках и картинах, передающих сладкую чувственность в манере Огюста Ренуара. Своей гаммой задумчиво-философских настроений и отрешенностью персонажей Карзу отчасти напоминает близкого ему по стилю художника Бернара Бюффе. Жан Карзу отказался относиться к какой-либо конкретной художественной школе или группе. Он не был сюрреалистом, но признал, что восхищался и находился под влиянием ряда художников этого направления, включая Поля Дельво, Джорджо де Кирико, Сальвадора Дали, Ганса Беллмера и Макса Эрнста. В контексте этих влияний живопись Карзу представляет собой не столько психоаналитическое представление, сколько фантазию-задумчивость, близкую, скорее, к «Большому Мольну» Алена Фурнье. 
Карзу много путешествовал по Франции, по её маленьким и большим городам, почти всю свою жизнь прожил в Париже. Отсюда его интерес к изображению видов Парижа, его архитектуры, его бульваров, вокзалов, парков Версаля и Тюильри, а также пейзажей французских провинций — Прованса, Иль-де-Франса, Бретани, Бургундии, Пиренеев (графические листы «Сена возле Нотр-Дам», «Забытый город», «Городок Ванс», "Железнодорожная насыпь " и др.)
Талант Карзу-графика ярко проявился в его творчестве книжного иллюстратора. Его рисунки, удивительные по лаконичности и выразительности, можно видеть в книгах многих выдающихся писателей и поэтов двадцатого века — А.Камю, Э.Хемингуэя, Ф.С.Фитцджеральда, А.Моруа, А.Мальро и др. Жан Карзу был одним из первых художников, чьи произведения стали печатать на французских марках. 
«Этот набор линий и контуров, определяющий его живописные или графические работы, возможно не всегда будет первым из постулатов его мышления, но это ему присуще, это инстинктивное — первое du toucher (касание — в основном значении), дающее чувство начальной реализации». «Карзу прежде всего рисует — много и везде». J. M. Campagne 
"Добровольно находясь на периферии великих живописных течений, при этом идеально вписываясь в эпоху, свидетелем которой он был, Жан Карзу умел изобретать, навязывать и сохранять свой совершенно особый стиль". Патрик-Ф. Баррер
Таким образом, Карзу остается «среди выдающихся художников нашего времени: он лучше, чем кто-либо, передал его тревоги, его опасности, его грандиозные и удручающие достижения, но в этом и заключается его оригинальность: он умел выразить все это с помощью поэзии». René Chabannes

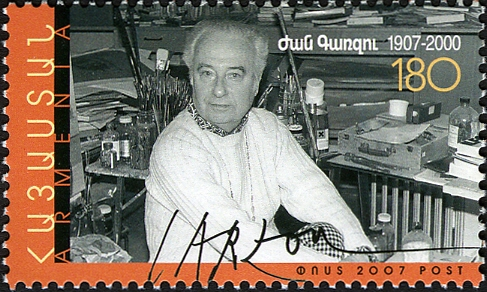
Жан Карзу на почтовой марке Армении

## Награды и отличия
- 1949, 1951 и 1955 гг. — лауреат премии Холлмарка;
- 1954 — лауреат премии Гран-при Иль де Франс;
- 1958 — в Брюсселе признан лауреатом Гран-при Европы;
- 1956 — Орден почетного легиона
- 1977 — Национальный орден Франции «За заслуги»
- Кавалер Ордена искусств и литературы